# Iacob Popeneciu
Iacob Popeneciu (n. 4 iunie 1842, Veneția de Jos – d. 28 septembrie 1912, Veneția de Jos) a fost un fruntaș român din Țara Făgărașului, filantrop si susținător al culturii și educației în limba română, în perioada austro-ungară a Transilvaniei.

## Origini
În lucrarea sa „Monumente pentru Istoria Țierei Făgărașiului” (Tipografia Academiei Române, 1885), Nicolae Densușianu oferă o amplă descriere a genealogiei mai multor familii nobiliare românești din Transilvania, prezentate ca având origini străvechi, "depășind limitele memoriei umane". Printre aceste familii, Densușianu menționează neamul din care descinde și Iacob Popeneciu, a cărui obârșie boierească este atestată documentar printr-o diplomă emisă în anul 1652 de către Zsuzsanna Lorántffy, văduva principelui Transilvaniei, George I Rákóczi. Documentul reconfirma statutul boieresc al lui „Komán și Illye Popenieszci” și dreptul acestora asupra unor posesiuni din comitatele Făgăraș și Alba, un reper istoric păstrat inițial în arhivele Districtului Făgărașului.
Ulterior, genealogia acestei familii a fost detaliată de Ioan Cavaler de Pușcariu, care, în lucrarea sa „Date istorice privitoare la familiile nobile române” (1895) și în „Fragmente istorice. Despre boierii din Țara Făgărașului” (1904), evidențiază descendența lui Iacob Popeneciu din "Coman" și "Ilie Popenieszci” și stabilește filiația cu familia lui Grigorie al III-lea. Pușcariu subliniază că posesiunile Venețiene au fost împărțite în patru părți între fiii lui Grigorie al III-lea, unul dintre aceștia dobândind porecla „Popeneci” datorită statutului său clerical, fapt care consolidează o continuitate nobiliară și o moștenire socială de durată. 
În acest context, nobilimea românească – inclusiv familia Popeneciu – a beneficiat de privilegii juridice specifice, acordate prin „Ius Valachicum”. Acest set de drepturi, codificat în Statutele Făgărașului (1508), reglementa relațiile sociale, economice și familiale, garantând autonomia juridică și coeziunea comunității nobiliare românești din Transilvania.

## Educație și Carieră Profesională
După finalizarea studiilor gimnaziale la Blaj, Iacob Popeneciu a urmat studii superioare de drept și administrație la Cluj și Budapesta. Cariera sa administrativă a evoluat rapid, de la funcția de vice-notar secundar la cea de vice-notar primar al comitatului Făgăraș, funcție pe care a ocupat-o în anul 1883. Ulterior, a fost numit prim-pretor al plășii Bran, poziție pe care a deținut-o până la pensionare.

## Activitate Politică
Iacob Popeneciu, lider al Partidului Național Român din Ungaria și Transilvania în comitatul Făgăraș, a fost ales în mod repetat ca reprezentant în Adunarea Comitatensă a Făgărașului. La alegerile din 9 noiembrie 1910, el a obținut ultimul său mandat în cadrul acestei adunări, alături de alți candidați naționali. Aceste alegeri au reflectat eforturile constante ale Partidului Național Român de a-și consolida prezența politică în Transilvania și de a promova drepturile și interesele comunității românești în perioada austro-ungară.
Prin implicarea sa activă, Iacob Popeneciu a jucat un rol semnificativ în reprezentarea și afirmarea identității naționale românești în viața politică a epocii. Activitatea sa a fost reflectată în presa vremii, în publicații precum „Gazeta Transilvaniei”, "Olteanul[nefuncțională – arhivă]
" și „Budapesti Hirlap”.

## Activitate Economică
Activitățile economice desfășurate de Iacob Popeneciu au jucat un rol important în susținerea numeroaselor sale inițiative filantropice și culturale. Prin implicarea sa în domeniul financiar și agricol, el a contribuit la dezvoltarea economică a comunităților românești. Popeneciu a ocupat funcții de conducere în consiliile de administrație ale mai multor instituții bancare, printre care Institutul de Credit „Sercaiana”, „Spar- und Creditanstalt Actiengesellschaft”, recunoscute drept piloni esențiali ai finanțelor locale și ai susținerii economiei regionale.
De asemenea, a fost un susținător activ al producătorilor de vinuri românești din Transilvania, promovându-le produsele la evenimente vinicole organizate în cadrul Austro-Ungariei. Un exemplu notabil în acest sens a fost participarea la Expoziția Agricolă de la Szeged din 1899, contribuind la creșterea recunoașterii vinurilor românești atât în interiorul imperiului, cât și în restul Europei.
În plus, Iacob Popeneciu a implementat progrese tehnologice în comunitățile agricole românești din sudul Ardealului, facilitând astfel modernizarea și creșterea productivității acestora.

## Contribuții filantropice, culturale și educaționale
În calitate de filantrop și membru fondator al Asociației Transilvane pentru Literatura Română și Cultura Poporului Român (ASTRA), despărțământul Făgăraș, a sprijinit activ inițiativele culturale și educaționale ale acestei  organizațiii.
Iacob Popeneciu a avut o contribuție semnificativă în promovarea culturii și educației românești în Transilvania, fiind un susținător dedicat al învățământului românesc. El a contribuit financiar la dezvoltarea școlilor confesionale greco-catolice și ortodoxe, precum și la susținerea Gimnaziului Superior din Blaj, una dintre puținele instituții de învățământ liceal românesc din Transilvania în perioada Austro-Ungariei.
Ca membru fondator al Direcțiunii despărțământului III (Făgăraș), Popeneciu a sprijinit constant Școala secundară pentru fete din Transilvania, inaugurată pe 15 septembrie 1886 la Sibiu prin eforturile ASTRA. Aceasta a fost prima instituție de învățământ secundar dedicată fetelor din Transilvania, care, după Marea Unire,  a fost transformată în liceu de fete, primind în 1924 numele „Domnița Ileana”.
Școala Normală din Bran a beneficiat ani la rând de sprijinul financiar și moral al lui Iacob Popeneciu și al lui Ioan Cavaler de Pușcariu, ambii contribuind semnificativ la dezvoltarea și susținerea acestei instituții de învățământ românesc.
Implicarea sa în sprijinirea elevilor români defavorizați s-a concretizat prin strângerea de fonduri pentru burse și alte forme de ajutor destinate copiilor talentați, dar lipsiți de resurse. Printre inițiativele sale se numără și contribuția la „Fondul pentru ajutorarea școlarilor mizeri în caz de morb”, creat pentru a oferi sprijin celor aflați în situații dificile.
Prin sprijinul financiar acordat tineretului universitar român din Budapesta și bibliotecii Societății „Petru Maior”, Popeneciu a facilitat accesul tinerilor români la învățământul superior.
Reuniunea femeilor române din Ardeal, prima organizație socială dedicată femeilor române indiferent de confesiune, a promovat educația, cultura și identitatea națională în Transilvania, beneficiind în eforturile sale și de sprijinul unor personalități precum Iacob Popeneciu.
Ca membru pe viață al Societății pentru Fond de Teatru Român, Popeneciu a contribuit activ la promovarea teatrului în limba română.
De asemenea, a susținut dezvoltarea bibliotecilor școlare și a sprijinit înființarea și întreținerea bibliotecilor populare în mediul rural transilvănean. Acestea au jucat un rol semnificativ în păstrarea și promovarea limbii și culturii românești, într-o perioadă în care identitatea națională era adesea supusă presiunilor contextului politic și social.

## Activitatea religioasă și comunitară
Filantrop dedicat, Iacob Popeneciu a oferit sprijin material și logistic bisericilor unite (greco-catolice) din sudul Transilvaniei, contribuind la construirea și renovarea mai multor lăcașuri de cult, inclusiv în localitatea sa natală, Veneția de Jos.
Datorită legăturile sale strânse cu diaspora românească din Statele Unite ale Americii, Iacob Popeneciu a facilitat donații financiare importante pentru susținerea lăcașurilor greco-catolice din regiune. Aceste contribuții au avut un impact benefic asupra dezvoltării comunităților religioase românești unite din Transilvania și asupra consolidării identității lor spirituale.